# 北海道ちほく高原鉄道CR70形気動車
北海道ちほく高原鉄道CR70形気動車（ほっかいどうちほくこうげんてつどうCR70がたきどうしゃ）は、北海道ちほく高原鉄道が開業から廃線まで使用していた気動車。なお、本稿では同形車のCR75形気動車についても記述する。

## 概要
ふるさと銀河線の転換開業に合わせ、新潟鐵工所で製造された軽快気動車（NDC）である。1988年（昭和63年）から1990年（平成2年）にかけて、CR70形8両、CR75形4両の12両が製造された。

### CR70形
車体は新潟鐵工所製の軽快気動車NDCの酷寒地仕様で、前面貫通扉付・16m級2扉・両運転台の普通鋼製となっており、北海道旅客鉄道（JR北海道）キハ130形と同形である。
なお、当初投入された6両については新潟鐵工所から甲種輸送により日本海縦貫線・函館本線・室蘭本線・石北本線を経て、北見駅でちほく高原鉄道に引き渡された。石北本線の北旭川 - 北見間には農作物出荷の繁忙期である秋期に貨物列車の設定があるが、同線における甲種輸送はきわめて異例の事例であった。
前面窓にはパノラミックウィンドウを採用し、貫通扉上にヘッドライト、運転台左上に手動の方向幕、下両側に前照灯・標識灯、左右両側にワンマン運転用のサイドミラーが装備されている。車体はホワイトをベースに、前面窓上から側窓上にかけてレッド、前面窓下から側窓下にかけて澄みきった青空の下緑の高原を快走する姿をイメージしたブルー・グリーンの4本のラインで塗装され中に沿線の1市6町を表す7つの星をあしらい、貫通扉下および右側の側窓と乗降扉の間に北海道ちほく高原鉄道のシンボルマークが貼り付けられている。
車内はクロスシートとトイレを装備し、運転台後部に整理券発行機と運賃箱が設置されている。冷房装置は設置されていない。定員は102名（座席46名）。
主要機器類は走行用機関としてDMF13HS（250ps・2000rpm）を1基搭載し、変速機はDBR115を採用、台車はNP122D・NP122Tを履いている。最高速度95km/h

### CR75形

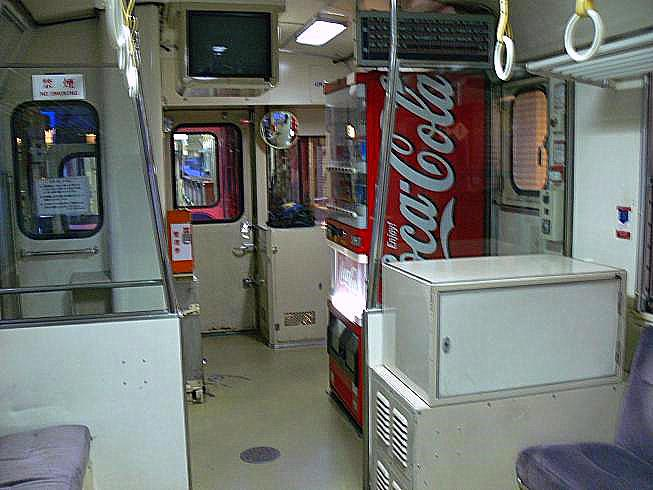
飲料自販機が設置されているCR75形の車内（2006年2月）

車体および主要機器類はCR70形と同様である。車内装備も大半はCR70形に準ずるが、池田寄りの扉付近に飲料自動販売機が設置されている。
1 - 3はCR70形にビデオ装置と自動販売機を追加した仕様。定員100名（座席45名）。
101は1990年（平成2年）に製造されたイベント仕様車で、車内はロングシートで、オーディオモニタ装置を装備している。定員は104名（座席44名）。

## 運用
1989年（平成元年）6月4日のふるさと銀河線開業時にはCR70形6両で運転開始。同年7月24日までにCR70形2両とCR75形3両が準備されて必要数が揃い、同年8月6日のダイヤ改正よりワンマン運転を開始した。
日中は単行もしくは2両、朝夕ラッシュ時は3両、イベント運用時には最長5両というローカル線としては異例の長編成で運転されるなどしたが、利用客の減少により運転本数が減便されたため、2000年（平成12年）にCR70-4・5が廃車された。廃車後は部品取り車となり、北見の車庫横に置かれていた。
2002年（平成14年）に利用客増加を目論み、路線名の「銀河」にちなんでCR75-2・3に松本零士の漫画『銀河鉄道999』の全面ラッピングを施して運転を開始した。1998年頃に当時のちほく高原鉄道専務が手紙での親交があった松本にラッピング車のデザインを依頼し、松本が狩猟を趣味にしていたことから「北海道の動物を描いた作品でも何でも結構です」と依頼を行った所メーテルの原画が届けられ、輝く銀河をイメージした濃い青色を基調に側面にメーテルと前面に赤のマントを羽織った星野鉄郎のデザインをあしらった。
また、CR70-2は北海道新聞の広告車であったほか、CR70-8には映画『GTO』撮影対応として方向幕に「札幌」が追加されていた。
2006年（平成18年）4月21日のふるさと銀河線の廃止を以って全車廃車され、形式消滅した。

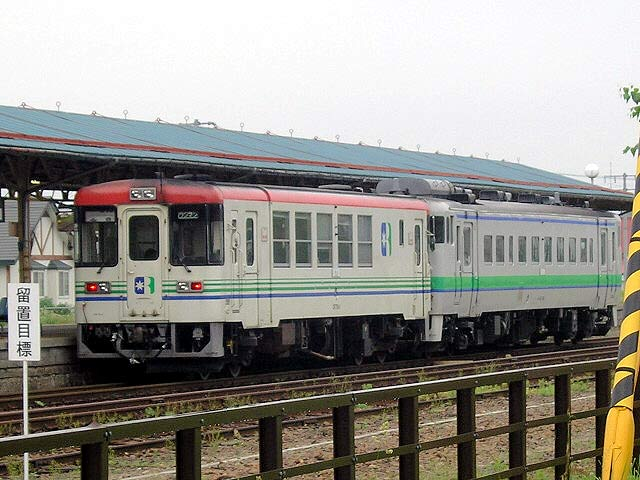
JR北海道のキハ40と併結されるCR70形。 （2004年7月　池田駅）
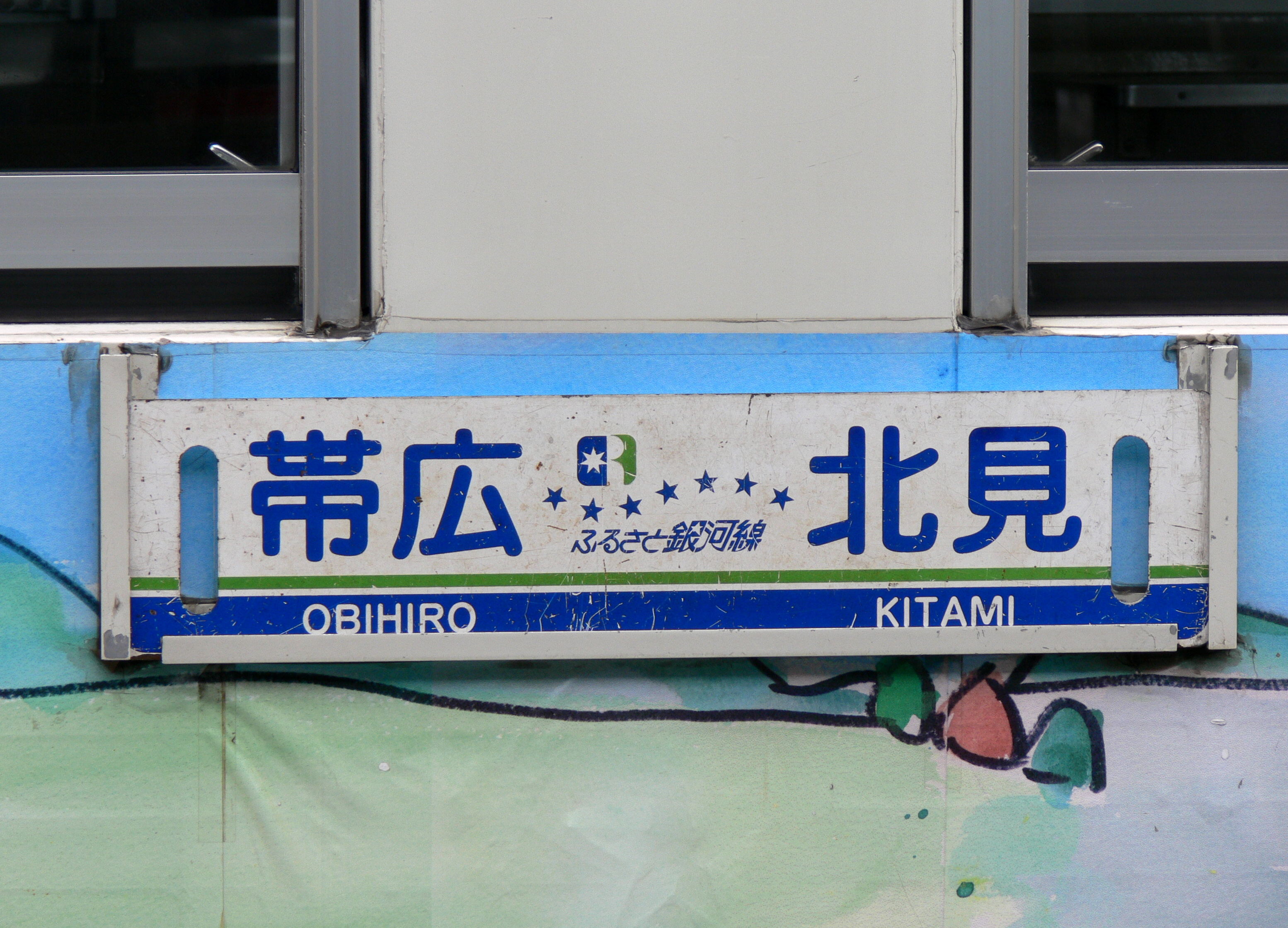
CR70形の側面に掲出された行先標 （2006年2月）
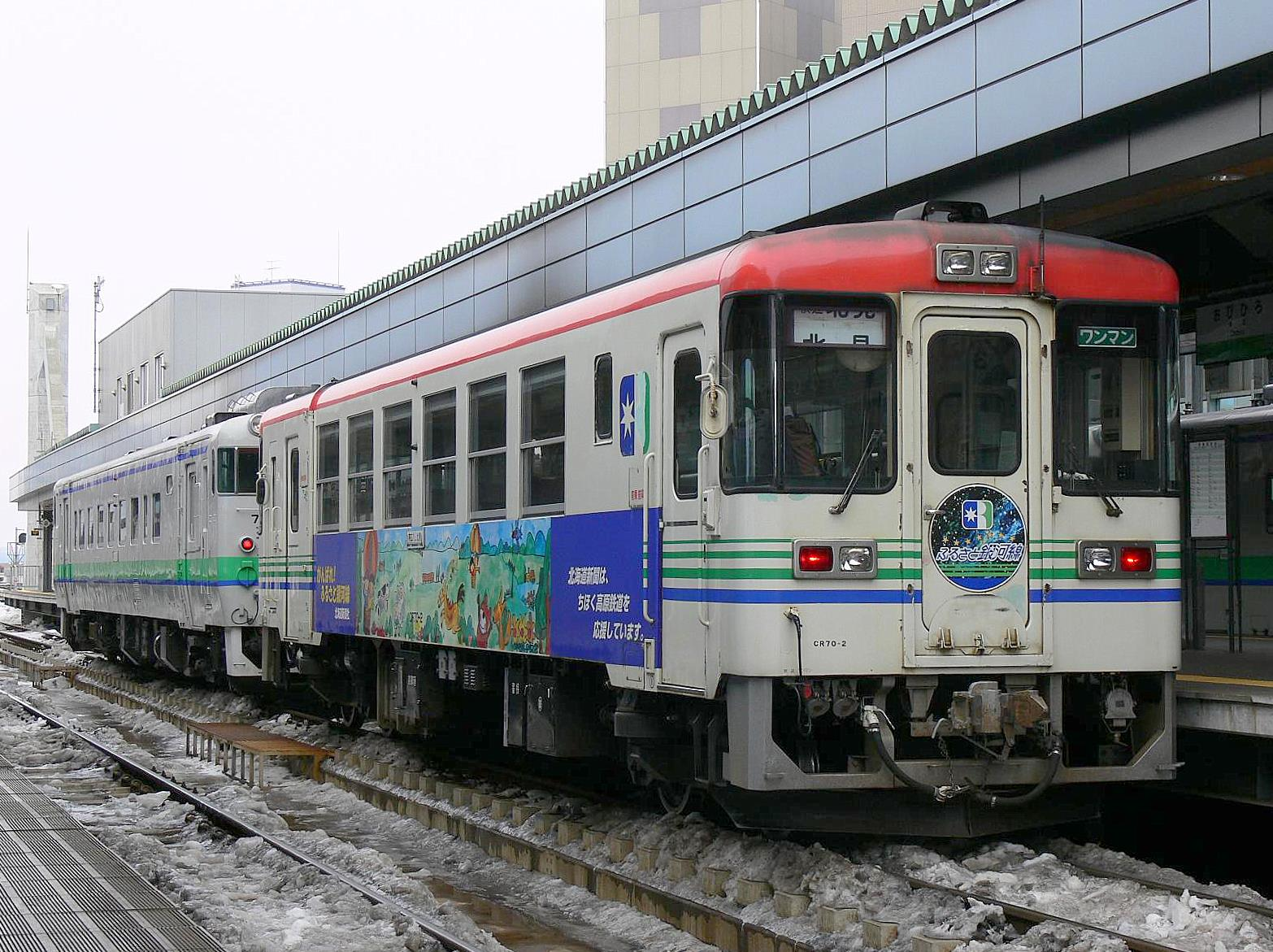
北海道新聞の広告車となったCR70-2 （2006年2月）
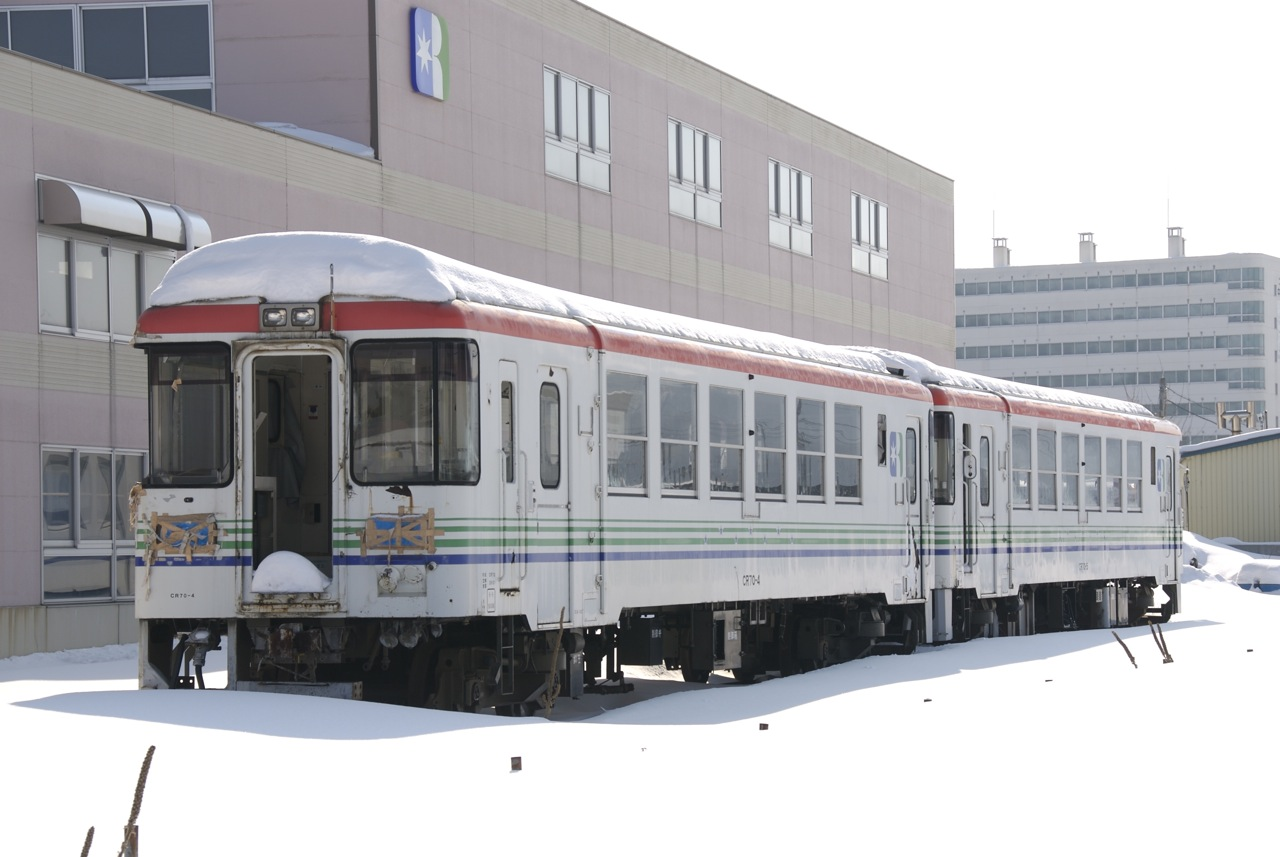
2000年に廃車後、部品取りとして保管されていたCR70-4・5。廃止後もしばらく放置されていた（2007年2月）

## 廃車後の動向

### CR70-1 - CR70-3
2007年、ミャンマー国鉄に譲渡された。

### CR70-6
当初埼玉県の鉄道愛好団体「保存鉄道建設会」に譲渡され、枝幸町内の旧美幸線の線路を用いて建設予定の運転体験施設で活用される予定であったが、輸送費用の問題から構想が頓挫し、2007年9月末までに解体撤去される予定であった。ところが北見市内の社会福祉法人理事長が引き取り、自宅前に台車を取外して静態保存されることとなった。隣の「ふるさと銀河食堂」（2015年より「ボンジュール銀河」に改称）と共に整備された。
その後食堂は閉店し、北見市内で美容院などを経営する「株式会社むくの民」が車両を購入。手作業で車両を修繕し、2023年4月20日に「おにぎり屋koko」としてオープンした。

### CR70-7・CR70-8・CR75全車
廃止後、陸別町に動態保存運転用に6両（CR75形全車、CR70-7・CR70-8）が譲渡され、2008年（平成20年）4月よりふるさと銀河線りくべつ鉄道にて使用されている。